# マーズ (バンド)
マーズ（Mars）は、1975年にサムナー・クレーンが中心となって結成された、アメリカ合衆国のノー・ウェイヴ・バンド。1978年解散。

## 概要
活動当初はバンド名をチャイナとしていたが、1度ライブを行った後にマーズに改めた。曲調はアンビエント・ミュージックやノイズ・ミュージックなどを混合させたもので、歌詞にシュルレアリストのものを取り入れたり、変則的なドラムパターンを用いるなど実験的な試みを行っていた。メンバー全員、マーズ結成前に音楽経験がないと言われている。
マーズはマンハッタンでライブを20回以上行った。最初のライブは1977年1月にCBGBで行われ、最後のライブは1978年12月にマクシズ・カンザス・シティ（en）で開催された。1979年か1980年にライブEPをリリースしたが、その一年前にバンド自体は解散した。
1978年に、マーズはブライアン・イーノがプロデュースしたコンピレーション・アルバム『ノー・ニューヨーク』に、DNAやティーンエイジ・ジーザス・アンド・ザ・ジャークス、ジェームズ・チャンス・アンド・ザ・コントーションズらと共に参加した。このアルバムはノー・ウェイヴというジャンルが発生する重要なきっかけとなった。
1986年には、リディア・ランチのレーベルから、ライブ音源をまとめたLP『78』が発売された（1996年に『78+』として再発）。このLPはフィータス（a.k.a. J. G. Thirlwell）の手によってリミックスを施されていたが、マーズのメンバーがこのリミックスに不満をもち、2003年にスペインのレコードレーベル、G3G と Spookysound から、新たにスタジオ・レコーディングがなされた音源が発売された。
ボーカルのクレーンは2003年4月15日に、悪性リンパ腫によって亡くなった。またドラムスのアーレンも、心臓手術後の2006年9月17日に亡くなった。

## メンバー[3]
- サムナー・クレーン（Sumner Crane） - ボーカル
- チャイナ・バーグ (China Burg) (Constance Burg; a.k.a Lucy Hamilton) - ギター、ボーカル
- マーク・カニンガム (Mark Cunningham) - ベース
- ナンシー・アーレン (Nancy Arlen) - ドラムス

### 元メンバー
- ルドルフ・グレイ (Rudolph Grey) - ギター

## ディスコグラフィ

### アルバム
- John Gavanti (1980年、Hyrax) ※John Gavanti名義。クレーン、カニンガム、バーグをフィーチャー
- 78 (1986年、Widowspeak)
- Live Mars 77–78 (1995年、DSA) ※フランス
- 78+ (1996年、Atavistic) ※『78』の再発CD
- Mars LP: The Complete Studio Recordings, NYC 1977–1978 (2003年、G3G/Spookysound) ※コンピレーション。元々はスペイン限定
- Live at Artists Space (2011年、Feeding Tube/Negative Glam) ※1978年5月6日ライブ録音
- Live at Irving Plaza (2012年、Feeding Tube/Negative Glam) ※1978年8月4日ライブ録音
- Rehearsal Tapes and Alt-Takes NYC 1976–1978 (2012年、Anòmia) ※1976年夏及び1978年11月の録音。カセット3本組ボックスセット。限定盤。

### シングル・EP
- "3-E" (b/w "11,000 Volts") (1978年、Rebel Records) ※のちにZEレコードから12インチで再発
- Mars (1979年または1980年、Lust/Unlust/Infidelity) ※12インチEP (ライブ)

### 参加コンピレーション・アルバム
- 『ノー・ニューヨーク』 - No New York (1978年、Antilles/ Island)